# Johann von Wiesbaden
Johann von Wiesbaden (frz. Jean Gispaden, * 15. Jahrhundert; † 15. Jahrhundert) war ein deutsch-französischer Wundarzt aus Wiesbaden in der zweiten Hälfte des 15. Jahrhunderts, der zunächst als Wanderchirurg von Beaucaire aus den Mittelmeerraum bis nach Kreta bereiste und sich dann zuerst in Grenoble und später in Annecy niederließ.
Medizingeschichtlich von Bedeutung ist er aufgrund seines über mehrere Jahrzehnte geführten Manuals, das in der Handschrift BNF lat. 7138 erhalten ist. Das Konvolut von 247 Blättern enthält Eintragungen in drei Sprachen (rheinfränkisch gefärbtes Deutsch, Französisch und Latein) und umfasst Auszüge aus chirurgischen Lehrwerken (Wilhelm von Saliceto, Bernhard Alberti, Antonio dalla Scarperia), tagebuchartige Notizen und Fallbeschreibungen seiner Behandlungen sowie teilweise bedeutende Illustrationen. Seine Fallbeschreibungen geben zumeist nur den Ort der Behandlung an, in 142 Fällen aber auch den Namen des Patienten. Darunter befanden sich höchste geistliche Würdenträger, Angehörige männlicher und weiblicher Konvente, Angehörige des mittleren und niedrigen Adels, des Bürgertums und auch der Unterschichten. Johann von Wiesbaden starb gegen Ende des 15. Jahrhunderts.
Chirurgische Instrumente, gezeichnet von Johanns von Wiesbaden, Paris, BNF ms. lat. 7138

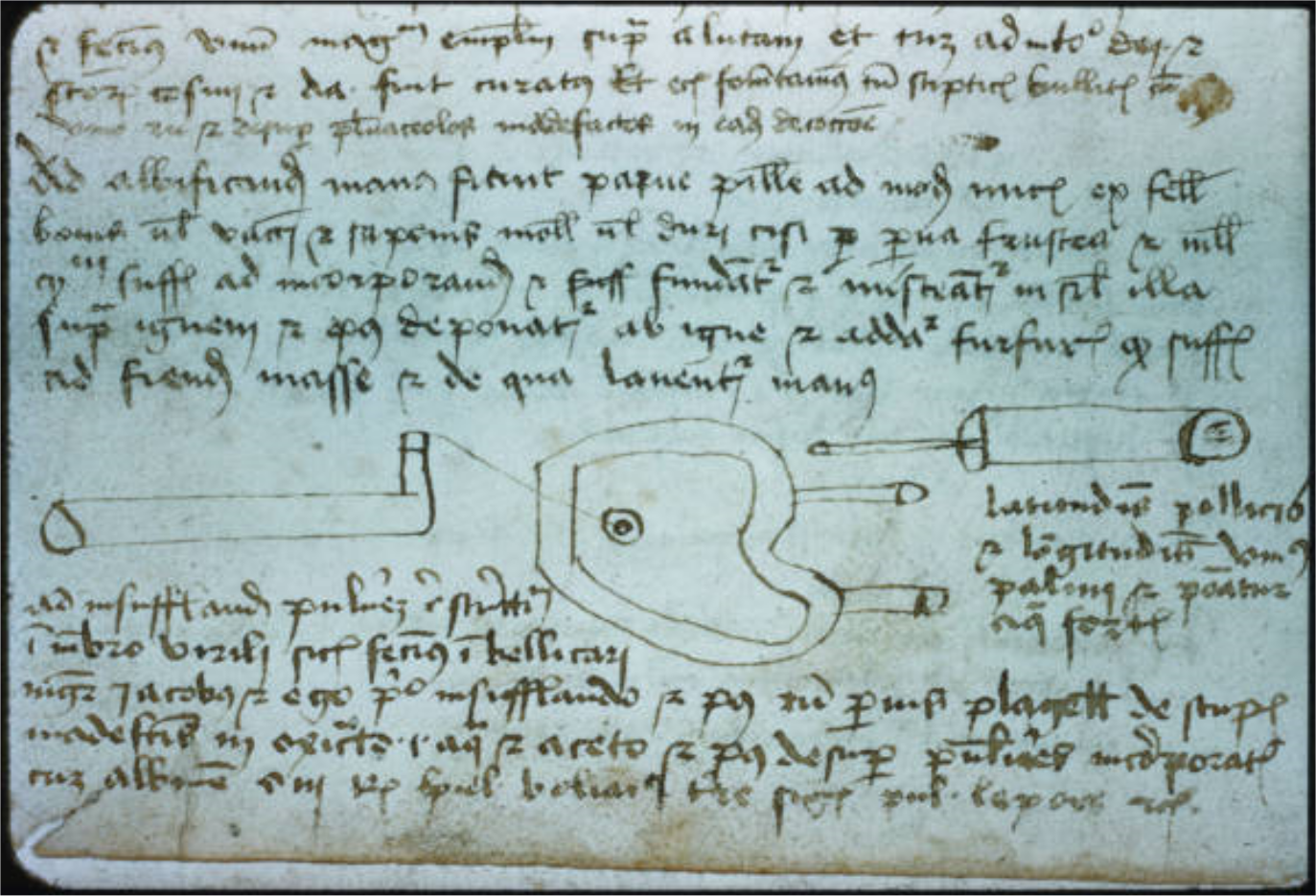
, fol. 1v
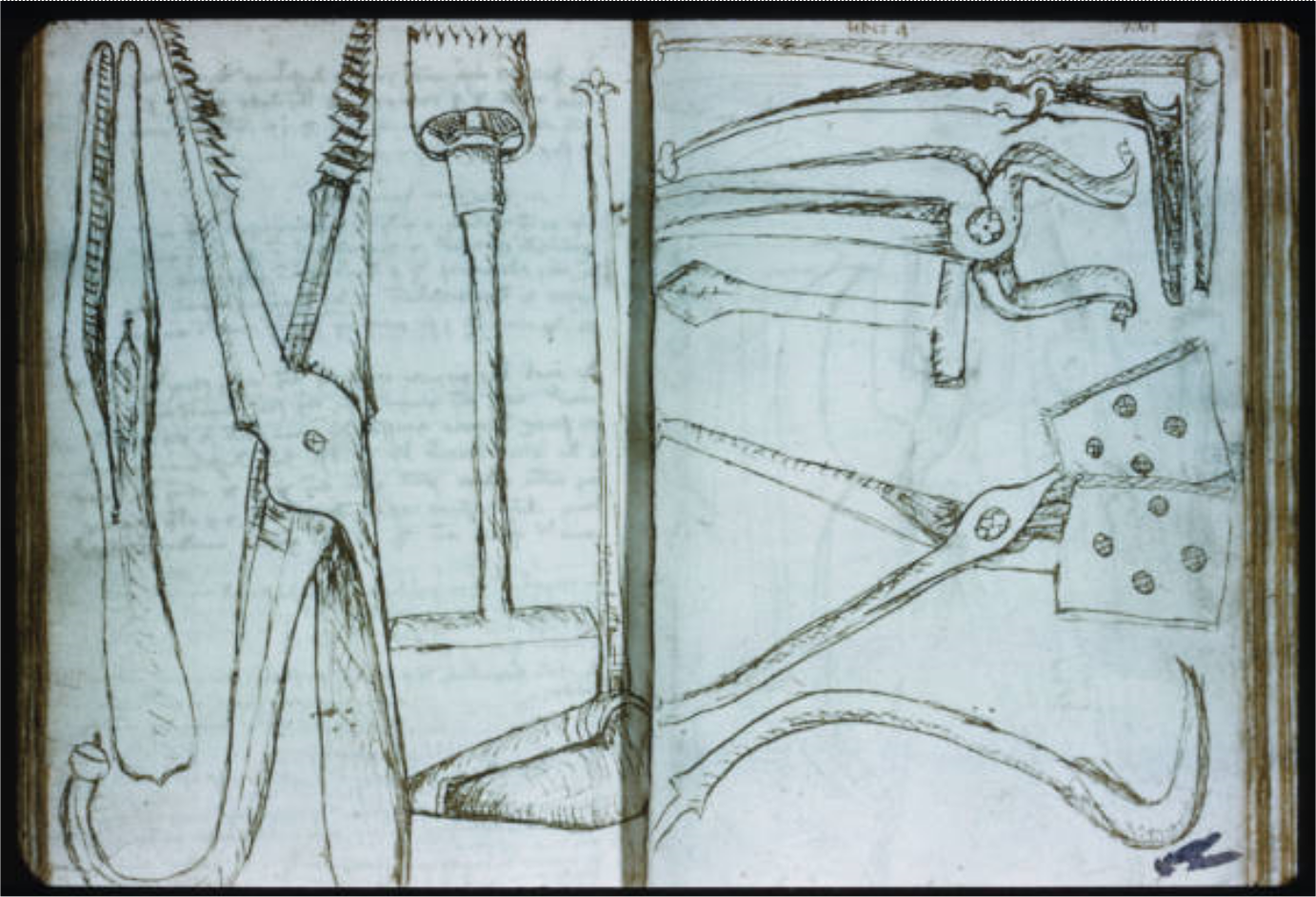
fol. 199v-200r
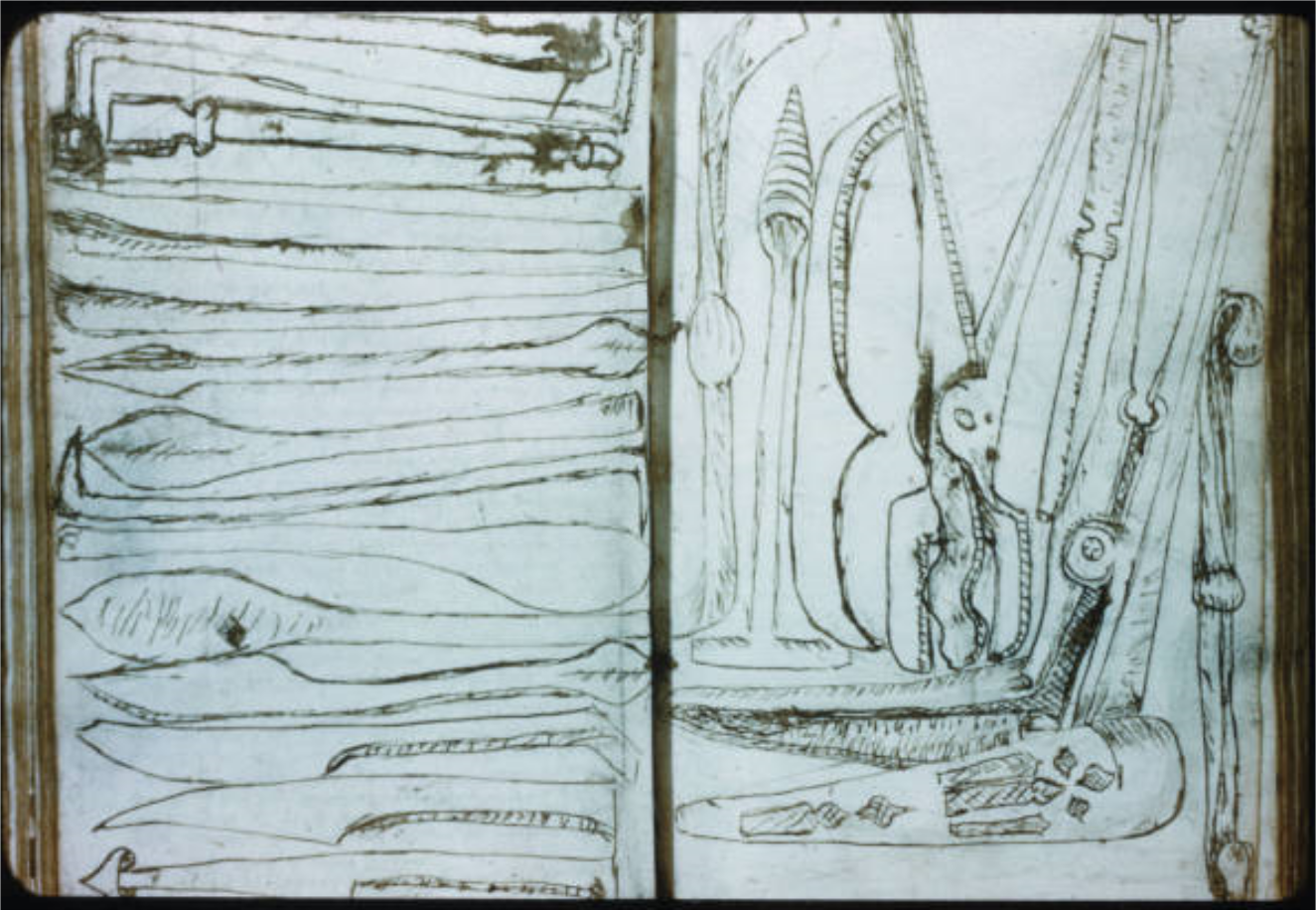
fol. 200v-201r